# Persone di nome Dino/Calciatori
| Questa pagina contiene informazioni ricavate automaticamente dalle voci biografiche con l'ausilio del template Bio e di un bot. L'aggiornamento è periodico e automatico e ricostruisce completamente la pagina. Se manca una persona in questa lista, sei pregato di non aggiungerla, ma accertati piuttosto che la sua voce biografica contenga il template Bio e che i dati anagrafici siano correttamente compilati. Se il template Bio manca, inseriscilo tu stesso o, in alternativa, metti l'avviso {{tmp\|Bio}} che ne segnala la mancanza. Se i dati riportati sono sbagliati, correggi direttamente la voce biografica; le modifiche saranno visibili in questa lista entro pochi giorni. Per chiarimenti vedi il progetto antroponimi. La lista contiene solo le 56 persone che sono citate nell'enciclopedia e per le quali è stato implementato correttamente il template Bio. Pagina aggiornata al 22 lug 2025. |

Questa è una lista di persone presenti nell'enciclopedia che hanno il nome Dino e sono calciatori.

## A(2)
- Dino Antonini, calciatore italiano (Buje, n. 1919)
- Dino Arslanagić, calciatore belga (Nivelles, n. 1993)

## B(6)
- Dino Baccheretti, calciatore italiano (Livorno, n. 1933 - Como, † 2014)
- Dino Ballacci, calciatore e allenatore di calcio italiano (Bologna, n. 1924 - Imola, † 2013)
- Dino Ballarin, calciatore italiano (Chioggia, n. 1923 - Superga, † 1949)
- Dino Beširović, calciatore bosniaco (Viseu, n. 1994)
- Dino Bevab, ex calciatore bosniaco (Sarajevo, n. 1993)
- Dino Bigagnoli, ex calciatore italiano (Castelnuovo del Garda, n. 1933)

## C(2)
- Dino Cavalleri, calciatore italiano (Verona, n. 1901)
- Dino da Costa, calciatore brasiliano (Rio de Janeiro, n. 1931 - Verona, † 2020)

## D(5)
- Dino Da Caprile, calciatore italiano (Siena, n. 1911 - Siena, † 1990)
- Dino Dania, calciatore italiano (Sale, n. 1928 - Canelli, † 2016)
- Dino Djiba, ex calciatore senegalese (Dakar, n. 1985)
- Dino Dolmagić, calciatore serbo (Nova Varoš, n. 1994)
- Dino Drpić, ex calciatore croato (Zagabria, n. 1981)

## F(3)
- Dino Fava Passaro, calciatore italiano (Formia, n. 1977)
- Dino Fiorini, calciatore italiano (San Giorgio di Piano, n. 1915 - Monterenzio, † 1944)
- Dino Fragni, calciatore italiano (Parma, n. 1924 - Parma, † 2001)

## G(7)
- Dino Gabriele, calciatore italiano (Casalbuttano ed Uniti, n. 1908)
- Dino Galparoli, ex calciatore italiano (Tradate, n. 1957)
- Dino Gambogi, calciatore italiano (n. 1906 - † 1951)
- Dino Gavrić, ex calciatore croato (Osijek, n. 1989)
- Dino Gifford, calciatore italiano (Livorno, n. 1917 - Firenze, † 2013)
- Dino Gobbi, ex calciatore italiano (Cerea, n. 1949)
- Dino Gozzi, calciatore italiano (Pescantina, n. 1925)

## H(2)
- Dino Halilović, calciatore croato (Zagabria, n. 1998)
- Dino Hotić, calciatore sloveno (Lubiana, n. 1995)

## I(1)
- Dino Islamović, calciatore svedese (Hudiksvall, n. 1994)

## K(2)
- Dino Kluk, calciatore croato (Zagabria, n. 1991)
- Dino Kojić, calciatore sloveno (n. 2005)

## L(3)
- Dino Landini, ex calciatore italiano (Santa Vittoria di Gualtieri, n. 1947)
- Dino Lucianetti, calciatore italiano (Ancona, n. 1930 - Ferrara, † 1990)
- Dino Luperi, calciatore italiano (Livorno, n. 1898 - † 1980)

## M(3)
- Dino Martinović, calciatore croato (Karlovac, n. 1990)
- Dino Mazzi, calciatore italiano (Livorno, n. 1922)
- Dino Mikanović, calciatore croato (Nova Gradiška, n. 1994)

## N(3)
- Dino Najdoski, calciatore macedone (Belgrado, n. 1992)
- Dino Ndlovu, calciatore sudafricano (Klerksdorp, n. 1990)
- Dino Nobis, calciatore italiano (Verona, n. 1907 - † 1931)

## P(4)
- Dino Panzanato, calciatore e allenatore di calcio italiano (Favaro Veneto, n. 1938 - Modena, † 2019)
- Dino Pavanello, ex calciatore italiano (Pernumia, n. 1925)
- Dino Perić, calciatore croato (Osijek, n. 1994)
- Dino Poggi, calciatore italiano (San Giorgio di Piano, n. 1914 - San Giorgio di Piano, † 1999)

## S(5)
- Dino Salihovic, calciatore svedese (Norrköping, n. 2002)
- Dino Sbrana, calciatore italiano (Pisa, n. 1907 - Pisa, † 1981)
- Dino Skorup, calciatore croato (Spalato, n. 1999)
- Dino Spadetto, ex calciatore italiano (Caerano di San Marco, n. 1950)
- Dino Stančič, calciatore sloveno (Sesana, n. 1992)

## T(3)
- Dino Tasselli, calciatore italiano (Casalguidi, n. 1910 - Serravalle Pistoiese, † 1985)
- Dino Testoni, calciatore italiano (Budrio, n. 1911)
- Dino Turri, calciatore italiano

## W(1)
- Dino Williams, ex calciatore giamaicano (n. 1990)

## Z(2)
- Dino Zarlatti, calciatore italiano (Campoformido, n. 1922)
- Dino Zoff, ex calciatore, allenatore di calcio e dirigente sportivo italiano (Mariano del Friuli, n. 1942)

## Š(2)
- Dino Špehar, calciatore croato (Osijek, n. 1994)
- Dino Štiglec, calciatore croato (Zagabria, n. 1990)